# 讷维昂叙利亚斯
讷维昂叙利亚斯（法語：Neuvy-en-Sullias，法語發音：[nøvi ɑ̃ syljas]）是法国卢瓦雷省的一个市镇，属于奥尔良区。

## 地理
讷维昂叙利亚斯（47°47'40"N, 2°14'43"E）面积25.28 平方千米，位于法国中央-卢瓦尔河谷大区卢瓦雷省，该省份为法国中北部省份，北起埃松省，西北接厄尔-卢瓦省，西南接卢瓦-谢尔省，南至涅夫勒省和谢尔省，东临约讷省，东北接塞纳-马恩省。
与讷维昂叙利亚斯接壤的市镇（或旧市镇、城区）包括：锡格卢瓦、吉利、蒂日、科松河畔瓦讷、维格兰。
讷维昂叙利亚斯的时区为UTC+01:00、UTC+02:00（夏令时）。

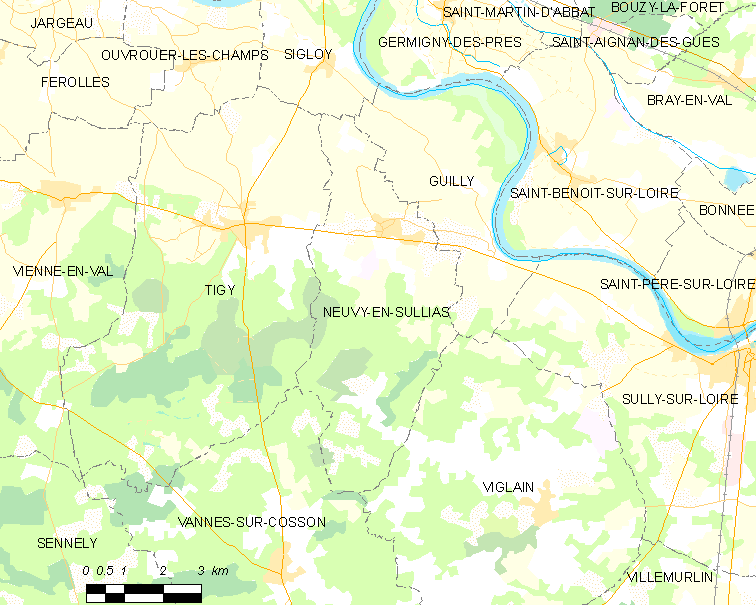
讷维昂叙利亚斯的OSM定位图

## 行政
讷维昂叙利亚斯的邮政编码为45510，INSEE市镇编码为45226。

## 政治
讷维昂叙利亚斯所属的省级选区为卢瓦尔河畔叙利县。

## 人口

1962-2008年间讷维昂叙利亚斯人口变化图示

讷维昂叙利亚斯于2022年1月1日时的人口数量为1365人。